# Южная армия
Ю́жная а́рмия — оперативно-стратегическое объединение белогвардейских войск на Дону летом—осенью 1918 года во время Гражданской войны в России.

## Организация и формирование армии
Организация армии началась летом 1918 года в Киеве, столице Украинской державы, союзом «Наша Родина» во главе с полковником лейб-гвардии Конного полка герцогом Г. Н. Лейхтенбергским и присяжным поверенным  М. Е. Акацатовым. Вербовочные пункты были открыты в Киеве, Полтаве, Харькове, Екатеринославе, Житомире, Пскове, Могилеве. Армия создавалась на добровольческой основе из монархически настроенных офицеров, чиновников и т.д.
Значительное участие в создании армии принимал русский генерал, атаман Всевеликого войска Донского П. Н. Краснов, предоставивший для её формирования южную часть Воронежской губернии.
Финансировалось формирование армии донским атаманом и казначейством германских оккупационных войск на Украине. Серьёзная помощь была оказана и гетманом Скоропадским, передавшим в состав Южной армии кадры 4-й пехотной дивизии в составе 13-го пехотного Белозерского и 14-го пехотного Олонецкого полков и передавшим на её нужды 4½ млн. руб.
Несмотря на значительные усилия организаторов по привлечению к командованию известных военачальников, армия долгое время возглавлялась начальником штаба генералом К. К. Шильдбахом при командовании наличными частями генералом В. В. Семёновым: генерал от кавалерии граф Ф. А. Келлер крайне отрицательно отнесся к предложению возглавить армию, отказался и князь А. Н. Долгоруков. Возглавил же её, уже после перехода армии в подчинение генерала Краснова, 67-летний генерал-адъютант генерал от артиллерии Н. И. Иванов, бывший главнокомандующий армиями Юго-Западного фронта.

## Состав армии и её численность
К моменту прекращения немецкого финансирования к осени 1918 года в армии состояло около 3500 человек.

## Преобразование в корпус Особой Южной армии
После обращения организаторов за помощью к донскому атаману, армия полностью перешла в подчинение П. Н. Краснову, преобразовавшему её приказом от 30 сентября (13 октября) 1918 года в Воронежский корпус  (генерал-лейтенант князь Н. П. Вадбольский) Особой Южной армии, которой ставилась задача защиты границ Всевеликого Войска Донского. В начале ноября все три корпуса Особой Южной армии по соглашению между гетманом П.П. Скоропадским и донским атаманом П.Н. Красновым были переданы в состав Донской армии.

## Расформирование и включение в состав В.С.Ю.Р.
После смерти 27 января 1919 года от тифа командующего армией генерала Иванова Н.И., в феврале-марте 1919 года большая часть сил Особой Южной армии была переформирована и включена в состав 6-й пехотной дивизии и других частей Вооруженных сил Юга России генерала А. И. Деникина.

## Известные личности, служившие в армии
- Полковник П. М. Бермондт служил начальником контрразведывательного отделения армии и начальником её киевского вербовочного бюро.[1]:340
- Генерал-лейтенант Г. Г. Джонсон, начальник 2-й дивизии.
- Л. В. Елецкий, дежурный генерал штаба Южной Армии.